# W sieci zła
W sieci zła (ang. Fallen) – amerykański thriller z 1998 roku w reżyserii Gregory'ego Hoblita.

## Opis fabuły
Wydawać by się mogło, że egzekucja seryjnego zabójcy definitywnie zamyka sprawę prowadzoną przez detektywów Hobbesa i Jonesy’ego. Jednak już w kilka dni później, zostają oni wezwani na miejsce kolejnej, makabrycznej zbrodni. Na miejscu okazuje się, że zabójca działa dokładnie tak samo jak niedawno stracony zbrodniarz. Kolejne wydarzenia coraz trudniej wyjaśnić w racjonalny sposób. W ten sposób poznajemy charakter dżina Azazela, wiekowego demona z pasją opanowującego kolejne ciała swych ofiar. Ten mroczny thriller wyróżnia się szczególną pomysłowością w sposobie prowadzenia narracji, która aż do ostatnich sekund filmu zwodzi nieświadomego widza, dając nadzieję na szczęśliwe zakończenie.
W filmie wykorzystano fragmenty dwóch utworów grupy The Rolling Stones: „Time is on my side” oraz „Sympathy for the Devil”. Słowa tego pierwszego utworu okazują się ulubionym mottem Azazela i doskonale oddają jego położenie.

## Obsada
- Denzel Washington – detektyw John Hobbes
- John Goodman – detektyw Jonesy
- Donald Sutherland – porucznik Stanton
- Embeth Davidtz – Gretta Milano
- James Gandolfini – Lou
- Elias Koteas – Edgar Reese
- Gabriel Casseus – Art
- Michael J. Pagan – Sam
- Robert Joy – Charles
- Frank Medrano – zabójca Charlesa
- Ronn Munro – właściciel Mini-Golfa
- Tony Michael Donnelly – Toby
- Jason Winston George – chłopak w koledżu
- Jerry Walsh – gruby mężczyzna
- Reno Wilson – Mike